# Фридрих II фон Лейнинген
Фридрих II фон Лейнинген (нем. Friedrich II. von Leiningen; ум. 1237) — граф Саарбрюккена и Лейнингена.

## Биография
Сын графа Симона II фон Саарбрюккена и его жены Лиутгарды фон Лейнинген. После смерти отца в 1207 году унаследовал графство вместе с братом — Симоном III.
Около 1219 года умер его дядя по матери Фридрих I, граф фон Лейнинген. Он был последним мужским представителем своей линии, и в завещании назначил наследником Фридриха — одноимённого Саарбрюкского племянника.
Фридрих II фон Лейнинген в 1224, 1225, 1227, 1234 и 1235 годах упоминается как приближённый короля Генриха VII — сына императора Фридриха II и, вероятно, был его сторонником в конфликте с отцом.
Фридрих II фон Лейнинген был известен как миннезингер (см. Манесский кодекс).

## Семья
Первая жена — Агнесса фон Эберштайн, дочь графа Эберхарда III, сестра шпейерского епископа Конрада фон Эберштайна. Дети:
- Симон (1202/05 — 1234/36). Был с 1220 года женат на Гертруде фон Дагсбург (ум. 1225), дочери и наследнице графа Альберта II фон Дагсбурга. После её смерти унаследовал Дагсбург, который потом достался его брату Фридриху III.
- Генрих фон Лейнинген (ум. 1271), епископ Шпейера.
- Фридрих III (ум. 1249/54), граф фон Лейнинген (Лейнинген-Дагсбург).
- Эберхард, доминиканский монах.

Вторая жена — Агнесса фон Цоллерн, дочь нюрнбергского бургграфа Конрада I. Двое из нижеперечисленных детей от неё, другие — от первой жены:
- Эмих IV (ум. 1276/79), граф фон Лейнинген (Лейнинген-Ландек)
- Бертольд фон Лейнинген (ум. 1285), епископ Бамберга.
- Вальрам, пробст в Вормсе.
- Кунигунда, жена Вернера IV фон Боландена. Их сын Фридрих фон Боланден был в 1272—1302 гг. епископом Шпейера. Их внучка Анна фон Боланден (Anna von Bolanden) (ум. 1320) — автор Кодекса.